# Festivalbar
Festivalbar war ein sommerlicher Liederwettbewerb, der von 1964 bis 2007 in Italien ausgetragen wurde.
Erdacht von Produzent und Moderator Vittorio Salvetti wurden zu Anfang die erfolgreichsten Jukebox-Titel Italiens in einer Radioshow präsentiert. Ab 1967 machte der Sender Rai 2 daraus eine mehrstündige Fernsehshow. Ab 1975 fand die Show jeweils in der Arena von Verona statt. Ab 1983 ging man mit der Show vorher auf Tour durch verschiedene Städte Italiens. Das Gewinnerlied wurde durch den höchsten Radio/TV-Einsatz sowie Verkaufsergebnisse ermittelt und erst am Abend bekanntgegeben. Ab 1986 wurden auch das erfolgreichste Album prämiert.

## Siegertitel
- 1964: Bobby Solo - Credi a me
- 1965: Petula Clark - Ciao ciao
- 1966: Caterina Caselli  - Perdono
- 1967: Rocky Roberts - Stasera mi butto
- 1968: Salvatore Adamo - Affida una lacrima al vento
- 1969: Lucio Battisti - Acqua azzurra acqua chiara
- 1970: Lucio Battisti - Fiori rosa fiori di pesco
- 1971: Demis Roussos - We Shall Dance
- 1972: Mia Martini - Piccolo uomo
- 1973: Mia Martini - Minuetto; Marcella - Io domani
- 1974: Claudio Baglioni - E tu
- 1975: Drupi - Due; Gloria Gaynor - Reach Out (I’ll Be There)
- 1976: Gianni Bella - Non si può morire dentro
- 1977: Umberto Tozzi - Ti amo
- 1978: Alunni del Sole - Liù; Kate Bush - Wuthering Heights
- 1979: Alan Sorrenti - Tu sei l'unica donna per me
- 1980: Miguel Bosé - Olympic Games
- 1981: Donatella Rettore - Donatella
- 1982: Miguel Bosé - Bravi ragazzi; Loredana Bertè - Non sono una signora; Ron - Guarda chi si vede
- 1983: Vasco Rossi - Bollicine
- 1984: Gianna Nannini - Fotoromanza
- 1985: Righeira - L’estate sta finendo
- 1986: Tracy Spencer - Run to Me
- 1987: Spagna - Dance Dance Dance
- 1988: Scialpi e Scarlett - Pregherei
- 1989: Raf - Ti pretendo
- 1990: Francesco Baccini und Ladri di Biciclette - Sotto questo sole
- 1991: Gino Paoli - Quattro amici
- 1992: Luca Carboni - Mare mare
- 1993: Raf - Il battito animale
- 1994: Umberto Tozzi - Io muoio di te
- 1995: 883 - Tieni il tempo
- 1996: Eros Ramazzotti - Più bella cosa
- 1997: Pino Daniele - Che male c'è
- 1998: Vasco Rossi - Io no
- 1999: Jovanotti - Un raggio di sole
- 2000: Lùnapop - Qualcosa di grande
- 2001: Vasco Rossi - Ti prendo e ti porto via
- 2002: Ligabue - Tutti vogliono viaggiare in prima
- 2003: Eros Ramazzotti - Un'emozione per sempre
- 2004: Zucchero - Il grande Baboomba
- 2005: Nek - Lascia che io sia
- 2006: Ligabue - Happy Hour
- 2007: Negramaro - Parlami D'Amore

## Sieger-Album
- 1986: Eros Ramazzotti - Nuovi eroi
- 1987: Zucchero - Blue's
- 1988: Tullio De Piscopo - Bello carico
- 1989: Edoardo Bennato - Abbi dubbi
- 1990: Eros Ramazzotti - In ogni senso
- 1991: Marco Masini - Malinconoia
- 1992: Roberto Vecchioni - Camper
- 1993: 883 - Nord Sud Ovest Est
- 1994: Miguel Bosé - Sotto il segno di Caino
- 1995: Zucchero - Spirito DiVino
- 1996: Eros Ramazzotti - Dove c’è musica
- 1997: Pino Daniele - Dimmi cosa succede sulla terra
- 1998: Vasco Rossi - Canzoni per me
- 1999: Jovanotti - Capo Horn
- 2000: Ligabue - Miss Mondo
- 2001: Raf - Iperbole
- 2002: Zucchero - Shake
- 2003: Eros Ramazzotti - 9
- 2004: Biagio Antonacci - Convivendo parte I
- 2006: Gianna Nannini - Grazie
- 2007: Biagio Antonacci - Vicky Love